# پرفلوئورواکتانسولفون‌آمید
پرفلوئورواکتانسولفون‌آمید (به انگلیسی: Perfluorooctanesulfonamide) با فرمول شیمیایی C۸H۲F۱۷NO۲S یک ترکیب شیمیایی با شناسه پاب‌کم ۶۹۷۸۵ است. که جرم مولی آن ۴۹۹٫۱۴ g/mol می‌باشد.